# Банда Ачех
Банда Ачех (на индонезийски: Banda Aceh) е седалище и най-голям град в провинция Ачех, Индонезия, на остров Суматра, на надморска височина от 21 м. Към 2007 г. населението е около 260 000 души. Намира се в най-североизточните части на Индонезия, на устието на река Ачех.

## История
Първото име на града е Кутараджа и през 1956 г. става седалище на провинцията. Кутараджа означава „царски град“ и се свързва със създаването на Султанство Ачех като наследник на Чампа. По-късно името е сменено на Банда Ачех, като „Банда“ идва от персийската дума „бандар“ (بندر), което значи „пристанище“ или „рай“. Това се приема като „пристанище за Мека“, тъй като ислямът първо дошъл в Ачех, преди да се разпространи в Югоизточна Азия.
До 26 декември 2004 г. Банда Ачех рядко се появява в световните новини. На този ден удря опустушителното Земетресение в Индийския океан с магнитуд 9,3 по скалата на Рихтер. Банда Ачех е най-близкия голям град до епицентъра на земетресението, на около 250 км, и понася огромни щети от него и ударилото по-късно цунами, областта около града е най-зле ударената от всички, покосени от земетресението. Загиват 167 000 души и още повече са ранени.
Кмет на Банда Ачех е Мауарди Нурдин, а заместник-кмет Илиза Садудин.

## Транспорт
Край града се намира летището Султан Искандармуда.

## Забележителности
Основната забележителност на града е джамията Рая Байтурахман. Опожарена е през Ачехската война и е построена отново през 1875 г. През 2006 г. е построен хотелът „Хермесов дворец“ – първият международен четиризвезден хотел в града.